# Daniel Dixon
Daniel Dixon, né le 13 février 1994, à Great Falls, en Virginie, est un joueur américain de basket-ball. Il évolue au poste d'arrière.